# Erdbeben in den Kleinen Antillen 1974
Das Erdbeben in den Kleinen Antillen 1974 (1974 Lesser Antilles earthquake) ereignete sich am 8. Oktober um 05:50:58 Ortszeit. Es erreichte eine Magnitude von 6,9 und eine maximale Mercalli-Intensität von VIII („Severe“). Vier Menschen wurden verletzt. Das United States’ National Geophysical Data Center bezeichnete das Beben als „moderately destructive“.

## Tektonik
Während die nördlichen und südlichen Grenzen der Karibische Platte komplex und schwer erkennbar sind, wo sich seismische Zonen über mehrere hundert Kilometer erstrecken, ist die östliche Grenze die „Lesser Antilles Subduction Zone“ (Subduktionszone der Kleinen Antillen). Auch diese 850 km lange Subduktionszone hat keine einheitliche Neigung und weist durchschnittlich einen Winkel von 50–60° (strike and dip) auf. Das größte bekannte Erdbeben am Plattenrand war ein Ereignis 1843 mit einer Magnitude von 7,5–8,0, welches jedoch keinen Tsunami auslöste. Die drei nächstgrößeren Erdbeben zwischen 1950 und 1978 waren normale platteninterne Ereignisse.
Das Erdbebenzentrum lag in ca. 35 km Tiefe (⊙).